# Big John Greer
Big John Greer (* 21. November 1923 in Hot Springs, Arkansas; † 12. Mai 1972 in Hot Springs, Arkansas) war ein US-amerikanischer Jazz- und Rhythm-and-Blues-Tenorsaxophonist und -Sänger.

## Leben und Wirken
Big John Greer war vor allem bekannt durch seine Aufnahmen, die in den Jahren 1949 und 1955 entstanden sind. Greer war ein Freund von Henry Glover; sie studierten gemeinsam und Glover spielte später in Lucky Millinders Band, als Bull Moose Jackson 1948 die Gruppe verließ, um eine Solokarriere einzuschlagen. Glover riet dem Bandleader, Greer als Ersatz für Jackson zu holen. Greer wirkte dann bei Millinders Aufnahmen bis 1950 mit, die für RCA entstanden. Greer blieb bei RCA und spielte bei Wynonie Harris und Bull Moose Jackson. Erste Soloaufnahmen von Greer als Vokalist erschienen schon 1948 auf dem kleinen Label Sittin’ In With, ein Jahr später bei Victor. 1952 hatte er mit seiner Ballade „Got You on My Mind“ seinen einzigen Hit. 1954 wechselte er zum RCA-Sublabel Groove Records, für das er „Bottle It Up and Go“ und „Come Back Maybellene“ einspielte, die aber wenig Beachtung fanden. Greer konnte keine weiteren Hiterfolge mehr erreichen, auch nicht mit seinen Aufnahmen, die er 1955/56 für King Records einspielte. 1957 kehrte er in seine Heimatstadt Hot Springs in Arkansas zurück, wo er infolge von Alkoholismus mit nur 48 Jahren starb.